# Paço (São Mateus)
O Paço é uma localidade portuguesa da freguesia da São Mateus, concelho da Madalena do Pico, ilha do Pico, arquipélago dos Açores. 
Próximo a este povoado localiza-se o Porto Novo e o Porto de São Mateus.